# وزرة (عمارة)

الوَزْرَة أو الوَطيدة أو سفل الجدار (بالإنكليزية: Dado) في الهندسة المعمارية هو الجزء الأسفل من الجدار أسفل سكة الوزرة وفوق اللوح. الكلمة الإنكليزية مستعارة من الإيطالية التي تعني النرد أو المكعب  وهو مصطلح معماري للقسم الأوسط من قاعدة التمثال.

## المراجع

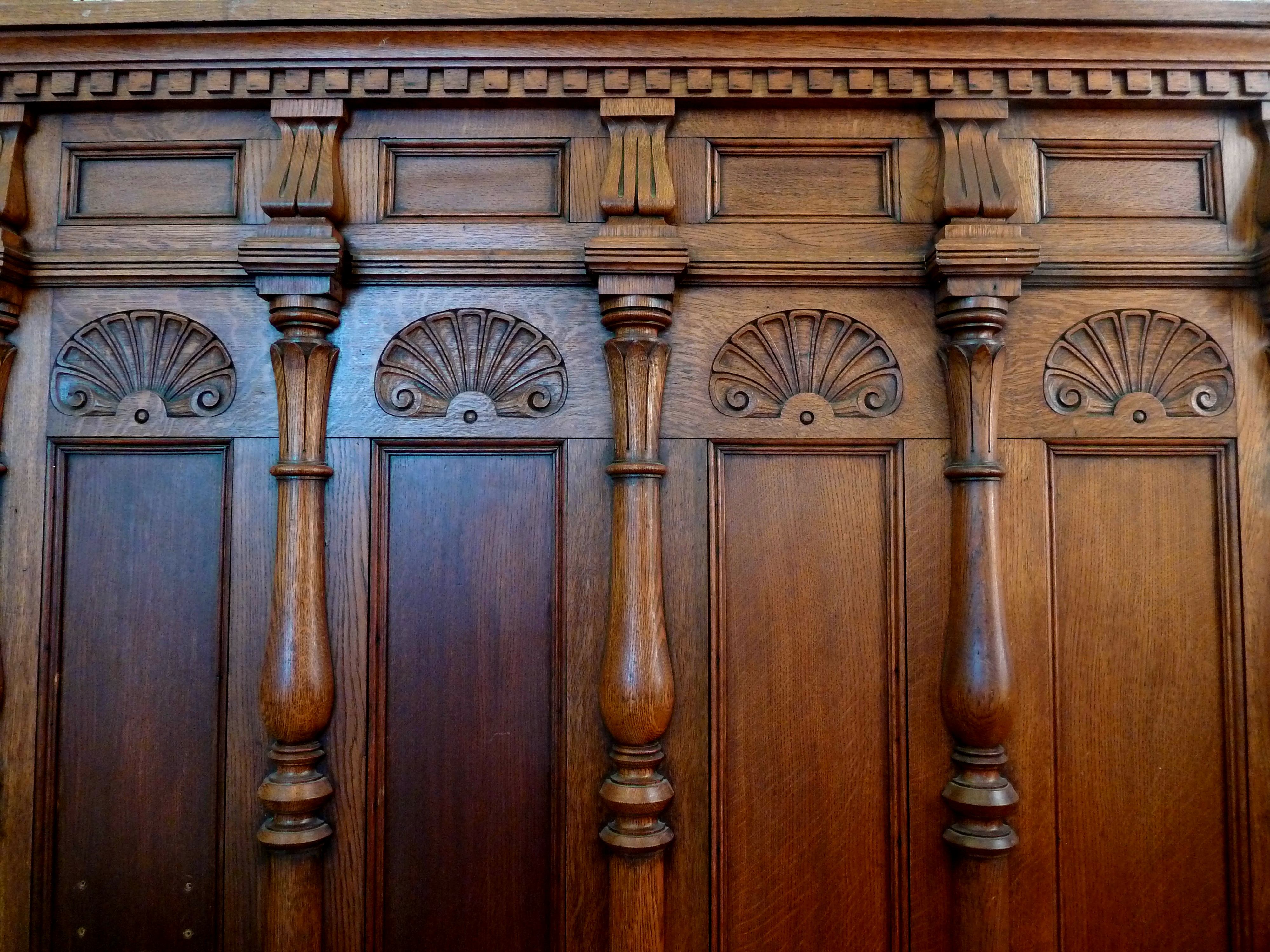
وزرةٌ من خشب البلوط المنحوت في قاعة الربيع في هَلِفَكس
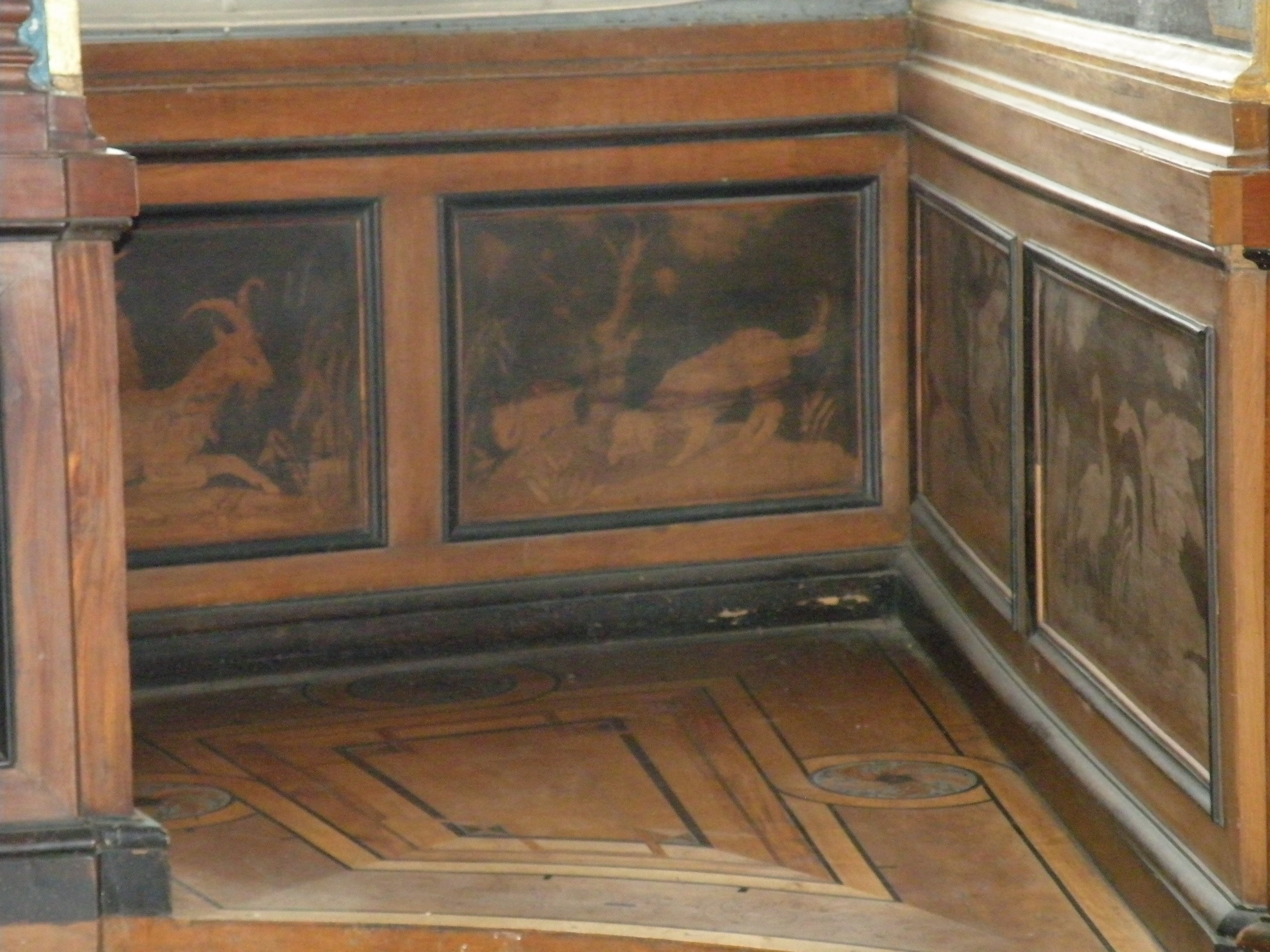
وزرة في قصر فرنسي
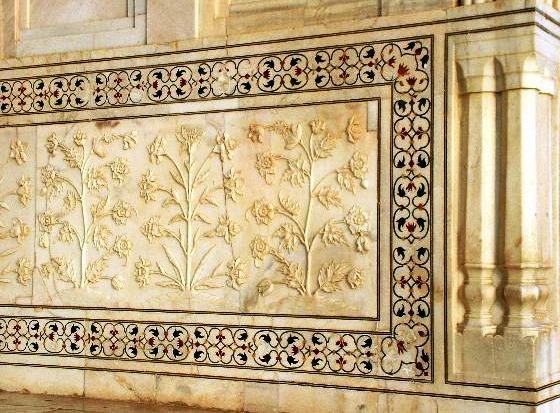
وزرة في تاج محل
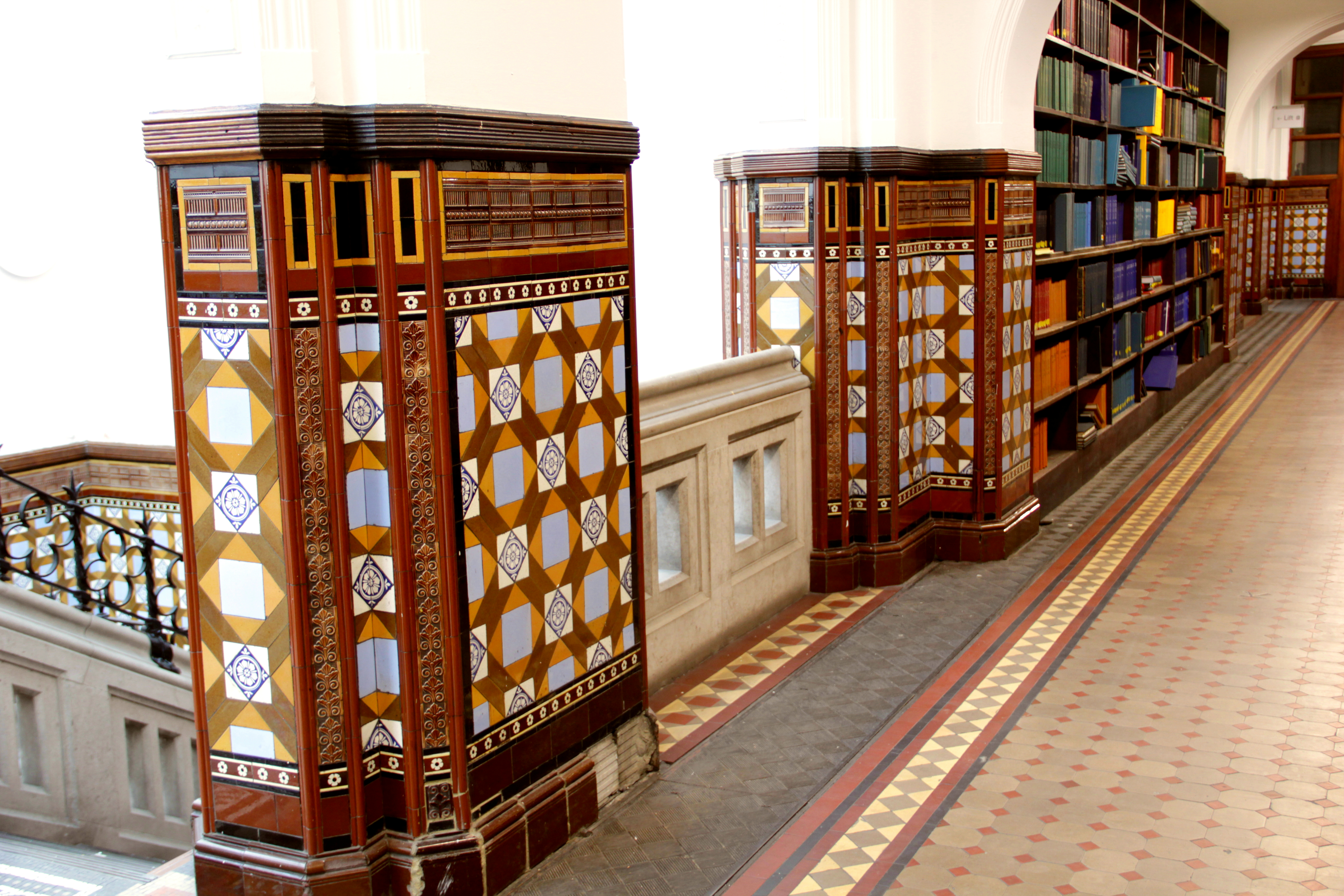
وزرة في مكتبة لِدز المركزية